# Geovanni García
Geovanni García (Cúcuta, Norte de Santander, Colombia; 4 de agosto de 1977) es un exfutbolista colombiano. Jugaba de defensa.

## Clubes
| Club              | País     | Año         |
| ----------------- | -------- | ----------- |
| Deportivo Cali    | Colombia | 1999        |
| Real Cartagena    | Colombia | 2000        |
| Deportivo Cali    | Colombia | 2001 - 2002 |
| Deportes Tolima   | Colombia | 2002        |
| Deportivo Cali    | Colombia | 2003        |
| Deportes Tolima   | Colombia | 2003        |
| Deportivo Cali    | Colombia | 2004 - 2006 |
| Atlético Nacional | Colombia | 2006        |
| Deportes Quindío  | Colombia | 2007        |
| Junior            | Colombia | 2008        |
| Deportes Tolima   | Colombia | 2008        |
| Deportivo Pasto   | Colombia | 2009        |
| Cúcuta Deportivo  | Colombia | 2010        |
| Patriotas         | Colombia | 2012-2013   |
| Cúcuta Deportivo  | Colombia | 2013        |

## Palmarés

### Campeonatos nacionales
| Título              | Club            | País     | Año  |
| ------------------- | --------------- | -------- | ---- |
| Torneo Finalización | Deportes Tolima | Colombia | 2003 |
| Torneo Finalización | Deportivo Cali  | Colombia | 2005 |